# Port-au-Prince (arrondissement)
Port-au-Prince (Haïtiaans-Creools: Pòtoprens) is een arrondissement van het Haïtiaanse departement Ouest, met 2,8 miljoen inwoners inwoners. De postcodes van dit arrondissement beginnen met het getal 61.
Het arrondissement Port-au-Prince bestaat uit de volgende gemeenten:
- Port-au-Prince (hoofdplaats van het arrondissement)
- Carrefour
- Cité Soleil
- Delmas
- Gressier
- Kenscoff
- Pétionville
- Tabarre